# Bazar Qeyssarié

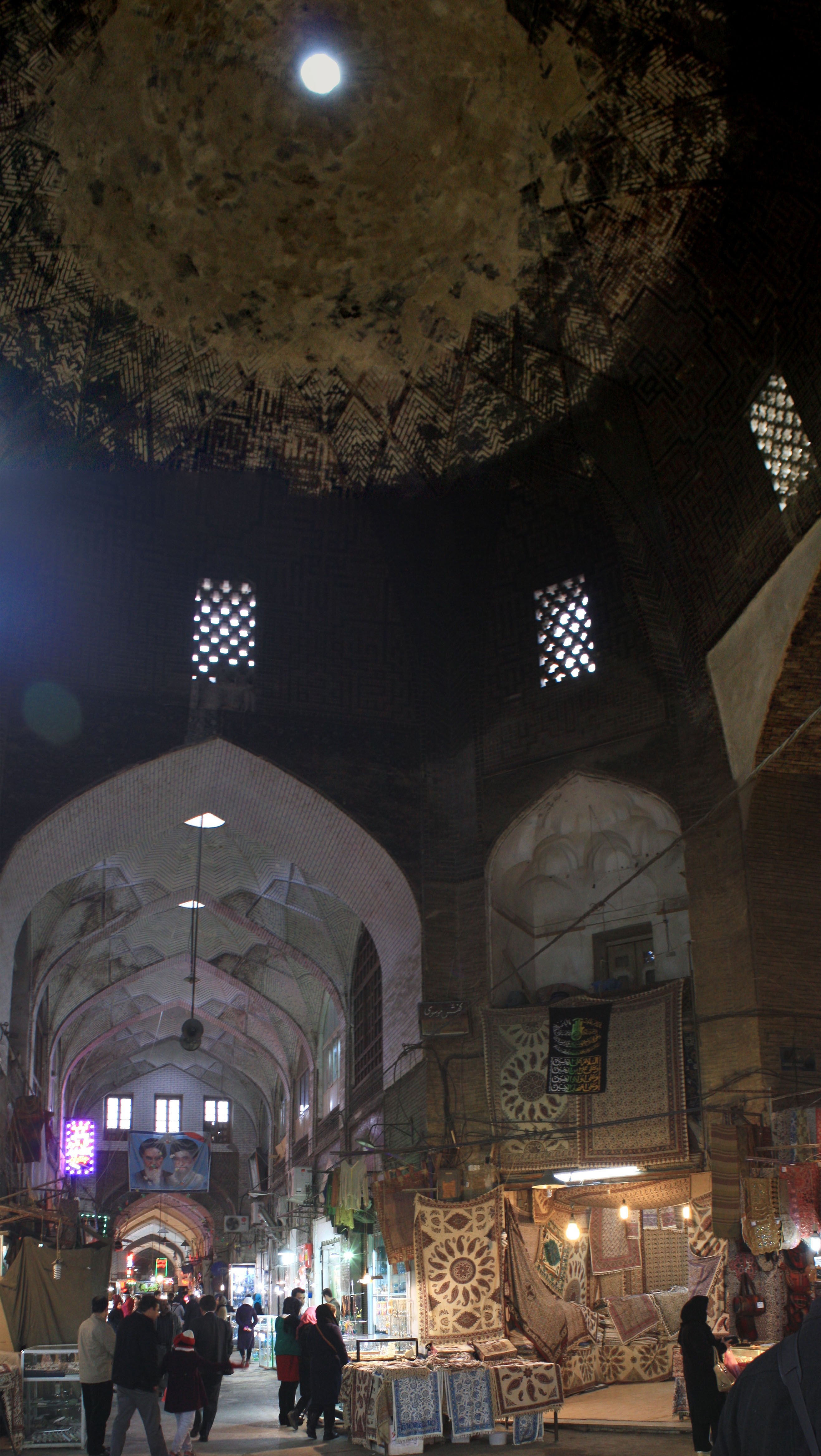
Le bazar Qeyssarié.

Le bazar Qeyssarié (en persan : بازار قیصریه) est un bazar dans le quartier historique d'Ispahan. La majorité des commerçants travaillent dans le commerce des tapis. L'autre nom du bazar Qeyssarié est le Bazar Soltani. Il était le plus grand et luxueux centre commercial dans l'ère séfévide. Il fut construit en 1620 au nord de la place Naghch-e Djahan. Il relie la place Naghch-e Djahan à la Vieille Place d'Ispahan et les quartiers de l'ère seldjoukide.

## Architecture du bazar
Le bazar Qeyssarié avait deux étages. Les bureaux étaient à l'étage du haut et les boutiques étaient au premier étage. Ce grand bazar s'est étendu sur les bazars adjacents. Beaucoup d'entre eux existent encore.